# 李自芳 (萬曆進士)
李自芳（1552年—1609年），字遂甫，号育和，江西撫州府东乡县人。明朝政治人物、進士出身。

## 生平
嘉靖壬戌（1562年、官年）八月十五日生。萬曆十三年（1585年）乙酉科江西鄉試舉人，十七年（1589年）登己丑科進士，禮部觀政，十八年十月授廣東新会县知县，二十年正月降用，二月改任福建建宁府儒學教授，二十二年擢国子监助教，二十五年升刑部云南司主事，二十七年升员外郎，二十八年升郎中，二十九年丁憂。三十二年添注刑部郎中，三十四年升汀州府知府。三十七年致仕。

## 家族
曾祖李秉權。祖李中實，嘉靖七年戊子舉人、武冈知州。父李河樹。